# Revolutionäre Internationalistische Bewegung
Die Revolutionäre Internationalistische Bewegung (engl.: Revolutionary Internationalist Movement, Abkürzung: RIM) war eine im März 1984 gegründete internationale Organisation marxistisch-leninistisch-maoistischer Weltanschauung. Ziel der Bewegung war es, die marxistischen, leninistischen und maoistischen Parteien der Welt zu vereinen und eine gemeinsame politische Richtung durchzusetzen. Spätestens seit 2011 existiert die Revolutionäre Internationalistische Bewegung nicht mehr.
Die Revolutionäre Internationalistische Bewegung war der Ansicht, dass der Volkskrieg die effektivste Methode für eine maoistische Revolution sei. Gruppierungen, die diese Methode anwandten, wurden von der Revolutionären Internationalistischen Bewegung aufgenommen.
A World To Win war ein theoretisches Journal, welches von der Revolutionären Internationalistischen Bewegung inspiriert war, jedoch nicht ihr offizielles Organ war. A World To Win lebte in Form einer Mailingliste weiter.

## Mitglieder (Auswahl)

### Gründungsmitglieder
| Mitglied                                                                                    | Land                    |
| ------------------------------------------------------------------------------------------- | ----------------------- |
| Union der Iranischen Kommunisten (Sarbedaran)                                               | Iran                    |
| Zentrales Reorganisations Komitee, Kommunistische Partei Indiens (Marxistisch–Leninistisch) | Indien                  |
| Kommunistische Partei Ceylons (Maoist)                                                      | Sri Lanka               |
| Kommunistisches Kollektiv für Agit/Prop                                                     | Italien                 |
| Kommunistische Partei Kolumbiens (Marxistisch-Leninistisch), Mao Tsetung Regional Komitee   | Kolumbiens              |
| Sendero Luminoso                                                                            | Peru                    |
| Türkiye Komünist Partisi/Marksist-Leninist                                                  | Türkei                  |
| Haitianische Revolutionäre Internationalistische Gruppe                                     | Haiti                   |
| Kommunistische Partei Nepals (Mashal)                                                       | Nepal                   |
| Neuseeländische Rote Fahne Gruppe                                                           | Neuseeland              |
| Kommunistische Gruppe Nottingham                                                            | Vereinigtes Königreich  |
| Proletarische Kommunistische Organisation, Marxistisch-Leninistisch                         | Italien                 |
| Grupo Comunista Revolucionario de Colombia                                                  | Kolumbien               |
| Führendes Komitee, Revolutionäre Kommunistische Partei                                      | Indien                  |
| Revolutionary Communist Party                                                               | USA                     |
| Revolutionäre Kommunistische Union                                                          | Dominikanische Republik |
| Kommunistische Gruppe Stockport                                                             | Vereinigtes Königreich  |

### Beitritt nach der Gründung
| Mitglied                                             | Land        |
| ---------------------------------------------------- | ----------- |
| Kommunistische Partei Afghanistans (Maoistisch)      | Afghanistan |
| Vereinigte Kommunistische Partei Nepals (Maoistisch) | Nepal       |
| Partido Comunista Revolucionario                     | Chile       |
| Revolutionäre Kommunisten                            | Deutschland |

Im Laufe der Zeit wurden viele Mitgliedsverbände aufgelöst oder erhielten neue Namen. Nachdem sich die nepalesischen Mashal-Kommunisten wegen politischer Differenzen aus der Bewegung loslösten, stieß die maoistische Vereinigte Kommunistische Partei hinzu.
In bewaffnete Konflikte verwickelt waren die Türkiye Komünist Partisi/Marksist-Leninist, der Sendero Luminoso und die Kommunistische Partei Nepals; verwickelte Nichtmitglieder, die von der Bewegung unterstützt wurden, waren die Kommunistische Partei der Philippinen und die maoistische Communist Party of India.